# Rock and Rollin’ with Fats Domino
Rock and Rollin’ with Fats Domino, также Carry on Rockin’ — дебютный альбом американского певца и пианиста Фэтса Домино. Первоначально этот сборник вышел под названием Carry on Rockin’ в ноябре 1955 года; в 1956 пластинка была переиздана под названием Rock and Rollin’ with Fats Domino.

## Обзор
В дебютную пластинку Домино вошли песни, записанные им в студиях Нового Орлеана на протяжении семи лет, включая несколько хит-синглов: «Ain’t That a Shame» (1955; 1-е место в категории «негритянские синглы»; 10-е место в категории «поп-синглы»), «All by Myself» (1955; № 1 — «негритянские синглы»), «Poor Me» (1955; № 1 — «негритянские синглы»), «Bo Weevil» (1956; № 5 — «негритянские синглы»; № 35 — «поп-синглы») и «Don’t Blame It On Me» (1956; № 9 — «негритянские синглы»). Самая ранняя песня на пластинке это — «The Fat Man», вышедшая на обратной стороне сингла «Detroit City Blues» в 1949 году. Альбом вышел в монофоническом звучании и занял 17-е место в общем хит-параде журнала Billboard.

## Список композиций
Все песни написаны Дейвом Бартоломью и Фэтсом Домино за исключением отмеченных особо.
| №   | Название                | Автор(ы)            | Длительность |
| --- | ----------------------- | ------------------- | ------------ |
| 1.  | «The Fat Man»           |                     | 2:38         |
| 2.  | «Tired of Crying»       | Фэтс Домино         | 2:15         |
| 3.  | «Goin’ Home»            | Фэтс Домино, Эл Янг | 2:11         |
| 4.  | «You Said You Loved Me» |                     | 2:36         |
| 5.  | «Going to the River»    |                     | 2:30         |
| 6.  | «Please Don’t Leave Me» | Фэтс Домино         | 2:35         |
| 7.  | «Rose Mary»             |                     | 2:16         |
| 8.  | «All by Myself»         |                     | 2:24         |
| 9.  | «Ain’t That a Shame»    |                     | 2:27         |
| 10. | «Poor Me»               |                     | 2:19         |
| 11. | «Bo Weevil»             |                     | 2:48         |
| 12. | «Don’t Blame It on Me»  |                     | 2:42         |